# Расширение Европейского союза

Расширение с 1957 по 2020
Европейское экономическое сообщество
Европейский союз

Расширение Европейского союза — процесс укрупнения Европейского союза (ЕС) посредством вступления в него новых государств-членов. Процесс начался с «Внутренних шести», основавших «Европейское объединение угля и стали» (предшественника ЕС) в 1952 году. С тех пор количество стран, вступивших в Союз, увеличилось до 28 государств.
В настоящий момент ведутся переговоры о вступлении с несколькими государствами. Иногда процесс расширения также называют Европейской интеграцией. Однако этот термин используется и когда речь идёт об усилении сотрудничества между государствами-членами ЕС, когда их правительства постепенно гармонизируют внутригосударственное законодательство.
Чтобы присоединиться к Европейскому союзу, государство-заявитель должно удовлетворять политическим и экономическим условиям, общеизвестным как Копенгагенские критерии (в честь прошедшего в Копенгагене саммита 1993 года): стабильное демократичное правительство, признающее верховенство закона и соответствующих свобод и институтов. Согласно Маастрихтскому договору, каждое текущее государство-член, а также Европарламент должны прийти к согласию по поводу любого расширения.
Сейчас ЕС предлагает перспективу членства Боснии и Герцеговине, Сербии, Черногории, Северной Македонии, Албании, Украине, Косову, Грузии и Молдовы в обмен на фундаментальные структурные реформы.

## Политика расширения
На сегодняшний день процесс вступления сопровождается целым рядом формальных шагов, начиная с предвступительного договора и кончая ратификацией заключительного договора о вступлении. Над этими шагами осуществляет контроль Еврокомиссия (Главуправление по расширению), но актуальные переговоры проводятся между странами — членами союза и страной-кандидатом.

### Условия
В теории любая Европейская страна может присоединиться к Евросоюзу. Совет ЕС консультируется с Комиссией и Европарламентом и выносит решение о начале переговоров по вступлению. Совет отклоняет или одобряет заявку только единодушно. Чтобы получить одобрение заявки, страна должна отвечать следующим критериям:
- должна быть «европейским государством»;
- должна соблюдать принципы свободы, демократии, уважения к правам человека и фундаментальным свободам, верховенства закона.

Для получения членства требуется следующее:
- соответствие Копенгагенским критериям, признанных Советом в 1993 г.:
  - стабильность институтов, гарантирующих демократию, верховенство закона, человеческие права, уважение и защиту меньшинств;
  - существование функциональной рыночной экономики, так же, как и способности справиться с конкурентным давлением и рыночными ценами в пределах Союза;
  - способность принять обязательства членства, включая приверженность политическим, экономическим и денежно-кредитным целям союза.

В декабре 1995 года Мадридским Евросоветом были пересмотрены критерии членства, чтобы включать условия для интеграции государства-члена через соответствующее регулирование его административных структур: так как важно, чтобы законодательство Евросоюза отражалось в национальном законодательстве, важно, чтобы пересмотренное национальное законодательство осуществлялось эффективно через соответствующие административные и судебные структуры.

### Процесс
Прежде чем страна подаст заявку на вступление, она обычно должна подписать соглашение об ассоциированном членстве, чтобы помочь подготовить страну к статусу кандидата и, возможно, члена. Многие страны не удовлетворяют даже критериям, необходимым для того, чтобы начать переговоры раньше, чем они начнут применяться, поэтому они нуждаются в долгих годах, чтобы подготовиться к процессу. Соглашение об ассоциированном членстве помогает подготовиться к этому первому шагу.
В случае с Западными Балканами специальный процесс, Стабилизационный и Ассоциативный процесс существуют для того, чтобы не вступать в противоречие с обстоятельствами.
Когда страна официально запрашивает членство, Совет просит Комиссию высказать мнения относительно готовности страны начать переговоры. Совет может принять или отклонить мнение Комиссии. Совет лишь раз отклонил мнение Комиссии — в случае с Грецией, когда Комиссия отговаривала Совет от вводных переговоров.
Если совет решает открыть переговоры, начинается процесс проверки. Это процесс, в течение которого ЕС и страна-кандидат исследуют свои законы и законы ЕС, определяя существующие различия. После этого Совет рекомендует начать переговоры относительно «глав» закона, когда решает, что имеется достаточно точек соприкосновения для конструктивных переговоров. Переговоры обычно заключаются в том, что государство-кандидат пытается убедить ЕС, что его законы и административное управление достаточно развиты, чтобы выполнять Европейский закон, который может осуществляться, как сочтено целесообразным государствами-членами.

## История расширения
| Претендент | Заявка           | Одобрения / Отказ |
| --- | ---------------- | ----------------- |
| Австрия | 17 июля 1989     | 1 января 1995     |
| Албания | 28 апреля 2009   | Переговоры        |
| Бельгия | Основатель       | 23 июля 1952      |
| Болгария | 14 декабря 1995  | 1 января 2007     |
| Босния и Герцеговина                                                                                              | 15 февраля 2016  | Кандидат          |
| Великобритания | 10 августа 1961  | Вето              |
| Великобритания | 10 мая 1967      | 1 января 1973     |
| Венгрия | 31 марта 1994    | 1 мая 2004        |
| Греция | 12 июня 1975     | 1 января 1981     |
| Грузия | 3 марта 2022     | Кандидат          |
| Дания | 10 августа 1961  | Отозвано          |
| Дания | 11 мая 1967      | 1 января 1973     |
| ФРГ | Основатель       | 23 июля 1952      |
| Ирландия | 31 июля 1961     | Отозвано          |
| Ирландия | 11 мая 1967      | 1 января 1973     |
| Исландия | 17 июля 2009     | Отозвано          |
| Испания | 9 февраля 1962   | Отказано          |
| Испания | 28 июня 1977     | 1 января 1986     |
| Италия | Основатель       | 23 июля 1952      |
| Кипр | 3 июля 1990      | 1 мая 2004        |
| Косово | 14 декабря 2022  | Заявка подана     |
| Латвия | 13 сентября 1995 | 1 мая 2004        |
| Литва | 8 декабря 1995   | 1 мая 2004        |
| Люксембург | Основатель       | 23 июля 1952      |
| Мальта | 16 июля 1990     | 9 марта 2014      |
| Марокко | 20 июля 1987     | Отказано          |
| Молдова | 3 марта 2022     | Переговоры        |
| Нидерланды | Основатель       | 23 июля 1952      |
| Норвегия | 30 апреля 1962   | Отозвано          |
| Норвегия | 21 июля 1967     | Отозвано          |
| Норвегия | 25 ноября 1992   | Отозвано          |
| Польша | 5 апреля 1994    | 1 мая 2004        |
| Португалия | 28 марта 1977    | 1 января 1986     |
| Румыния | 22 июня 1995     | 1 января 2007     |
| Северная Македония                                                                                                | 22 марта 2004    | Переговоры        |
| Сербия | 22 декабря 2009  | Переговоры        |
| Словакия | 27 июня 1995     | 1 мая 2004        |
| Словения | 10 июня 1996     | 1 мая 2004        |
| Турция | 14 апреля 1987   | Заморожено        |
| Украина | 28 февраля 2022  | Переговоры        |
| Финляндия | 18 марта 1992    | 1 января 1995     |
| Франция | Основатель       | 23 июля 1952      |
| Хорватия | 21 февраля 2003  | 1 июля 2013       |
| Черногория | 15 декабря 2008  | Переговоры        |
| Чехия | 17 января 1996   | 1 мая 2004        |
| Швейцария | 25 мая 1992      | Отозвано          |
| Швеция | 1 июля 1991      | 1 января 1995     |
| Эстония | 24 ноября 1995   | 1 мая 2004        |
| * Заявки в Европейское объединение угля и стали, Европейские сообщества и Европейский союз в зависимости от даты. |                  |                   |

### Члены-учредители
Европейское объединение угля и стали было предложено Робером Шуманом в его заявлении от 9 мая 1950 года и вызвало объединение угольных и сталелитейных промышленностей Франции и Западной Германии. К этому проекту присоединились «страны Бенилюкса» — Бельгия, Люксембург и Нидерланды, которые уже достигли некоторой степени интеграции между собой. К этим странам присоединилась Италия, и все они подписали 23 июля 1952 года Парижский договор. Эти шесть стран, получившие название «Внутренние шесть» (в противоположность «Внешним семи», которые сформировали Европейскую ассоциацию свободной торговли и с подозрительностью отнеслись к интеграции), пошли ещё дальше. В 1957 году они подписали в Риме договор, положивший основание двум сообществам, вместе известным как «Европейские сообщества» после слияния их руководства.
Сообщество потеряло часть территорий в эпоху деколонизации; Алжир, до того бывший неотъемлемой частью Франции, а значит, и сообщества, получил независимость 5 июля 1962 года и вышел из его состава. Вплоть до 1970-х не было никаких расширений; Великобритания, до того давшая отказ вступать в сообщество, после Суэцкого кризиса поменяла свою политику и подала заявку на членство в сообществе вместе с Данией, Ирландией и Норвегией. Однако французский президент Шарль де Голль наложил вето на весь план расширения, опасаясь «американского влияния» Великобритании.

### Первые расширения
Как только де Голль покинул занимаемый им пост, возможность вступить в Сообщество вновь открылась. Вместе с Великобританией Дания, Ирландия и Норвегия подали заявки и получили одобрение, однако норвежское правительство проиграло национальный референдум по членству в Сообществе и, следовательно, не вступало в Сообщество 1 января 1973 года наравне с другими странами. Гибралтар — британская заграничная территория — был присоединён к Сообществу с Великобританией.
В 1970-х произошло восстановление в Греции, Испании и Португалии демократии. Греция (в 1981 г.), а за ней и обе иберийские страны (в 1986 г.), получили допуск в сообщество. В 1985 году Гренландия, получив автономию от Дании, тут же воспользовалась своим правом выйти из состава Европейского сообщества. Марокко и Турция подали заявки в 1987 году, Марокко отказали, поскольку не сочли европейским государством. Заявление Турции было принято к рассмотрению, но лишь в 2000 году Турция получила статус кандидата, и лишь в 2004 году начались официальные переговоры о вступлении Турции в Сообщество.

### После холодной войны
В 1989—1990 годах закончилась холодная война, 3 октября 1990 года Восточная и Западная Германия воссоединенились. Следовательно, Восточная Германия стала частью сообщества в составе единой Германии (Западный Берлин с 1979 года посылал депутатов в Европарламент). В 1993 году Европейское сообщество стало Европейским союзом на основании Маастрихтского договора от 1993 года. Часть государств Европейской Ассоциации Свободной Торговли, граничивших со старым Восточным блоком ещё до окончания холодной войны, подала заявки на вступление в Сообщество. В 1995 году Швеция, Финляндия и Австрия были приняты в ЕС. Это стало четвёртым расширением ЕС. Норвежское же правительство провалило в то время второй национальный референдум по членству.
Конец холодной войны и «вестернизация» Восточной Европы поставили ЕС перед необходимостью согласовать стандарты для будущих новых членов, чтобы оценить их соответствие. По Копенгагенским критериям было решено, что страна должна быть демократией, иметь свободный рынок и быть согласной принять всё право ЕС, уже согласованное ранее.

### Расширения Восточного блока
8 из этих стран (Чехия, Эстония, Венгрия, Литва, Латвия, Польша, Словакия и Словения) и средиземноморские островные государства Мальта и Кипр вступили в союз 1 мая 2004 года, но Турция не признала присоединение Кипра к ЕС. Это было наибольшее расширение по людским и территориальным показателям, хотя и наименьшее по показателям ВВП (валового внутреннего продукта). Меньшая развитость этих стран привела некоторые страны-члены в беспокойство, в результате чего были приняты некоторые ограничения при приёме на работу и для путешествий относительно граждан новых стран-членов. Миграция, которая в любом случае имела бы место, дала начало многим политическим клише (например «польский сантехник»), несмотря на подтверждённую пользу мигрантов для экономических систем этих стран.
Согласно официальному сайту Европейской комиссии, подписи Болгарии и Румынии во вступительном договоре ознаменовывают окончание пятого расширения ЕС. Следовательно, расширение в 2004 было только частью Пятого расширения. Недавно[когда?] Эльмар Брук, немецкий член Европарламента и председатель комитета Европарламента по иностранным делам, добавил: «Мы не думаем, что Хорватия — часть будущего расширения. Хорватия — последняя часть продолжающегося расширения по формуле 10 плюс два плюс один».
Болгария и Румыния, которые не были готовы к расширению 2004 года, получили членство 1 января 2007 года. Как и страны, вступившие в 2004 году, они оказались перед лицом некоторых ограничений. Недостаточность прогресса в некоторых областях, таких как судебная власть, привели к дальнейшим ограничениям: в частности, средства из фондов ЕС они будут получать в обычном режиме, пока не добьются прогресса в проблемных областях.
1 июля 2013 года в Евросоюз вступила Хорватия.

## Перспективы расширения
Дальнейшее расширение открыто для любой европейской демократической страны со свободным рынком, имеющей желание и возможности для приведения законодательства в соответствие с правом ЕС. Условия вступления включены в Копенгагенские критерии, согласованы в 1992 году и закреплены в Маастрихтском договоре (статья 49). Является ли страна европейской, определяется политической оценкой, проводимой институтами ЕС.
В настоящий момент девять стран имеют статус кандидата: Албания (подала заявку в 2009), Босния и Герцеговина (в 2016), Грузия (в 2022), Северная Македония (в 2004 году),  Молдова (в 2022), Сербия (в 2009), Турция (в 1987), Украина (в 2022), Черногория (в 2008). Косово также подало заявку на вступление. Государства Западных Балкан подписали Соглашение о стабилизации и ассоциации, которое уже вступило в силу для Албании, Северной Македонии, Сербии и Черногории и которое обычно предшествует подаче заявления на членство. Черногория является второй после Хорватии по уровню соответствия Копенгагенским критериям, и, согласно предположениям экспертов, её вступление могло произойти до 2014 года. Исландия подала заявку в 2009 году, но в мае 2013 года новое исландское правительство приняло решение о замораживании переговоров о вступлении страны в ЕС, а 12 марта 2015 года официально отозвало её.
Соглашение об ассоциации с ЕС подписали три страны: Грузия, Молдова и Украина.
Швейцария подала заявку на вступление в ЕС в 1992 году. В этом же году состоялся референдум, на котором большинство швейцарцев высказалось против интеграции в европейские институты. В июне 2016 года парламент Швейцарии официально уведомил Европейский союз об отзыве своей заявки.
Верховный представитель ЕС по внешней политике Федерика Могерини в 2017 году заявила, что Европейский союз после выхода Великобритании будет расширяться на Балканы.
28 февраля 2022 года Украина подала заявку на вступление в Европейский союз. Заявка была ратифицирована и рассматривалась на заседании союза.
1 марта 2022 года Европарламент рекомендовал предоставить Украине статус кандидата на членство в ЕС. 23 июня 2022 года на саммите Евросоюза Украина и Молдовы получили статус кандидатов на членство в ЕС. 14 декабря 2023 года Совет Европейского союза решил начать переговоры о вступлении Украины и Молдовы в Европейский союз.

## Выход из Европейского союза
В 1985 году Гренландия, получив автономию от Дании, воспользовалась своим правом выйти из состава Европейского сообщества.
Первый прецедент по выходу из союза его члена (согласно ст. 50 Европейского Договора) создала Великобритания. 23 июня 2016 года в стране прошёл референдум, определивший отношение британцев к дальнейшей интеграции в Европейский Союз. После 43 лет участия в работе всех органов ЕС королевство заявило о выходе из европейских институтов власти.
1 февраля 2020 года Великобритания окончательно вышла из ЕС.

## Комментарии
1. ↑  Европейским советом.